# ایهور اشچیپکو
ایهور اشچیپکو (اوکراینی: Ігор Дмитрович Ощипко؛ زادهٔ ۲۵ اکتبر ۱۹۸۵) بازیکن فوتبال اهل اوکراین است.
از باشگاه‌هایی که در آن بازی کرده‌است می‌توان به باشگاه فوتبال شاختار دونتسک، باشگاه فوتبال زاریا بالتی، باشگاه فوتبال اشتورم گراتس، باشگاه فوتبال بوتو پلوودیو، و باشگاه فوتبال کارپاتی لویو اشاره کرد.
وی همچنین در تیم‌های ملی فوتبال زیر ۲۱ سال اوکراین و اوکراین بازی کرده‌است.